# Seymour (Wisconsin)
Seymour is een plaats (census-designated place) in de Amerikaanse staat Wisconsin, en valt bestuurlijk gezien onder Eau Claire County.

## Demografie
Bij de volkstelling in 2000 werd het aantal inwoners vastgesteld op 1474.

## Geografie
Volgens het United States Census Bureau beslaat de plaats een oppervlakte van 7,9 km², waarvan 6,1 km² land en 1,8 km² water.
De plaats ligt ten oosten van Eau Claire aan het Altoona meer.

## Plaatsen in de nabije omgeving
De onderstaande figuur toont nabijgelegen plaatsen in een straal van 16 km rond Seymour.